# Mapouka
Mapouka (también denominada macouka) es una danza tradicional de la zona de Dabou en el sureste de Costa de Marfil que se originó con los pueblos Aizi, Akan y Avikam. También es denominada "la danse du fessier" o "la danza de la cola".
Por lo general la danza es realizada por mujeres, que mueven sus glúteos de lado a lado, mientras dan la espalda a la audiencia, a menudo con el torso volcado hacia adelante. Hay quienes atribuyen el origen de la danza popular internacional perreo a la danza Mapouka, aunque algunos sostienen que el origen histórico correcto es la danza bump.
En la década de 1980, algunos artistas de Costa de Marfil intentaron sin éxito popularizarla luego de observar la popularidad de la danza denominada bump en los Estados Unidos. Uno de los grupos más conocidos es Tueuses de Mapouka. En 1998, el gobierno de Costa de Marfil prohibió realizar esta danza en público. La prohibición terminó oficialmente en 1999, y luego de la prohibición, rápidamente la danza alcanzó gran popularidad, especialmente en países al sur del Sahara y naciones occidentales con grandes comunidades francófonas.
La danza es similar a lo que en la danza del vientre se denomina "shimmies". La diferencia fundamental es que en la danza del vientre es realizado mientras la bailarina se encuentra vertical y mirando a la audiencia, mientras que el Mapouka se baila a menudo con el torso inclinado hacia adelante y con la bailarina mostrando sus glúteos a la audiencia. Sin embargo el movimiento de la cadera es similar en ambos casos.